# Aftenposten
Aftenposten (Noors voor "Avondpost") is het grootste dagblad van Noorwegen. Deze positie heroverde de krant in 2010 op de tabloid Verdens Gang. De ochtendeditie, die door heel Noorwegen wordt verspreid, had in 2007 een oplage van 250.179. Daarnaast heeft de avondeditie Aften, die alleen rond Oslo verspreid wordt, een oplage van 131,089. Aftenposten heeft een lange traditie van kwaliteitsjournalistiek.